# 中國建設銀行（亞洲）

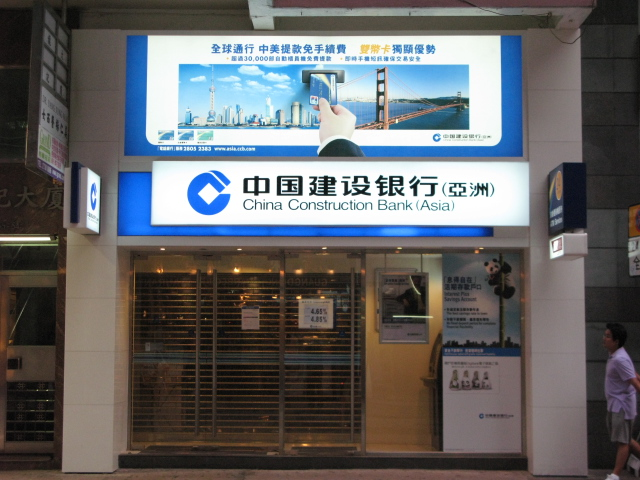
中國建設銀行（亞洲）位於尖沙咀金馬倫道的分行。這間分行原本屬於中國建設銀行香港分行，於2007年納入中國建設銀行（亞洲）的網路。

中國建設銀行（亞洲）股份有限公司（英文：China Construction Bank (Asia) Corporation Limited，簡稱建行（亞洲）），為香港註冊的商業銀行，是中國建設銀行之全資附屬公司。
建行（亞洲）源自香港第一間华人创办的本地銀行廣東銀行，迄今已有超過100年歷史，在香港及澳門現有50間分行，另有一間特別為擁有高資產客戶而設的「建行私人銀行」財富管理中心。
截至2011年6月30日，總資產1225億港元，客戶存款832億港元，除稅後淨溢利上升0.6%至4億港元。信用卡總數於2010年內增加10%至55萬張。

## 歷史

### 廣東銀行時期
中國建設銀行（亞洲）的前身是於1912年在香港成立的廣東銀行，是香港第一間由华人創辦的銀行。直至1930年代全球經濟出現大蕭條，以及1940年代發生第二次世界大戰，致令該行業務大受打擊。1945年戰後，該行前任員工把銀行重建，使業務重上軌道。在隨後的四十多年，通過增加產品種類、建立分行網絡及鞏固客戶基礎，該行業務不斷擴張。

### 美國銀行（亞洲）時期

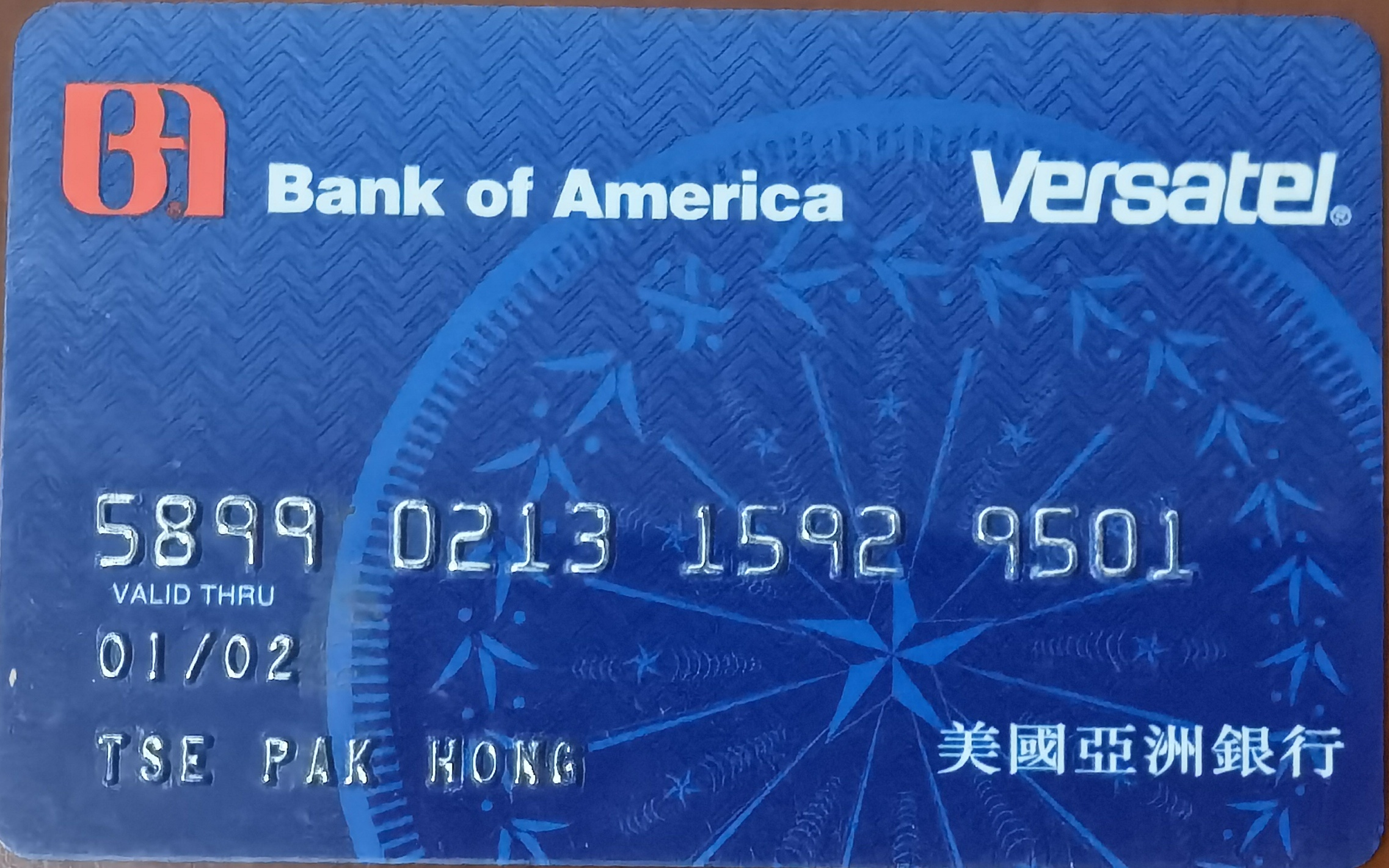
美國亞洲銀行提款卡

1988年，廣東銀行被美國太平洋銀行收購，易名為太平洋亞洲銀行。1992年，美國銀行集團與美國太平洋集團合併，太平洋亞洲銀行再度易名為美國亞洲銀行。2001年，美國亞洲銀行易名為美國銀行（亞洲）（簡稱美銀亞洲），更明確反映與母公司之直屬關係。

### 中國建設銀行（亞洲）時期
2006年8月24日，中國建設銀行與美國銀行達成收購協議，美銀亞洲成為中國建設銀行全資附屬公司。10月6日，中國建設銀行股份有限公司舉行臨時股東大會，通過以97.1億港元向美國銀行集團收購美銀亞洲全數股權。美銀亞洲亦宣佈撤出中國市場，而原上海和廣州辦事處由中國建設銀行經營。2007年1月10日，美銀亞洲正式改名為中国建设银行（亚洲）股份有限公司。美國銀行（澳門）易名為中國建設銀行（澳門）。
美銀亞洲正式改名為中国建设银行（亚洲）股份有限公司後，中國建設銀行在香港有3個銀行牌照，分別為中國建設銀行香港分行、中國建設銀行（亞洲）有限公司（前身為香港工商銀行，後為大新金融集團及中國建設銀行合資收購後更名建新銀行，後建設銀行購回大新之股權，改名中國建設銀行（亚洲）有限公司）以及中國建設銀行（亞洲）股份有限公司。2007年6月23日，中國建設銀行香港分行以及中國建設銀行（亞洲）有限公司併入中國建設銀行（亞洲）股份有限公司。
2009年8月，中國建設銀行（亞洲）以總代價48.6億向美國國際集團全面收購旗下的美國國際信貸（香港）有限公司（AIG Finance (Hong Kong)）。是次為繼收購美銀亞洲後，建行近年第二度在香港進行收購。收購完成後，建行（亞洲）的總貸款額將會達600億元，該行個人貸款資產將會增加24%，並增加50萬個信用卡帳戶。而已發出及新發行的信用卡，將由AIG易名為建行（亞洲）。交易於2009年10月完成後，美國國際信貸（香港）有限公司成為該行全資附屬公司，並於2009年11月2日易名為中國建設銀行（亞洲）財務有限公司。2011年5月23日，中國建設銀行（亞洲）財務有限公司所有業務成功合併至建行（亞洲），而該有限制持牌銀行牌照則於2013年5月30日獲香港金融管理局的批准，轉讓給上海銀行有限公司，並於同日更名為上海銀行（香港）有限公司。

## 公司架構
建行（亞洲）在中國建設銀行（China Construction Bank）旗下的全資子公司。另一方面，建行（亞洲）全資擁有中國建設銀行(澳門)。

## 業務概況
建行（亞洲）的業務主要可分成個人、零售及商業銀行產品及服務。
個人銀行服務包括傳統櫃檯服務、外匯及現金交易服務，存款、貸款、投資、綜合理財、保險、信用卡及電子理財服務。
商業理財服務包括各種貿易融資、營運資金及有期貸款、外匯、租賃、保險、投資及電子理財產品及服務。
私人銀行服務包括存款、投資、基金顧問、家庭諮詢、機場接待及電子理財服務等。
另外該行透過聯營公司，FWD提供人壽保險服務, 昆士蘭聯保保險有限公司，提供一般保險服務。

### 人民幣服務
建行（亞洲）提供一系列之人民幣服務，應對個人和企業客戶在中國內地及香港的投資、理財、增值、商貿及旅遊等各項財務需要。
- 人民幣「結構性股票掛鈎票據」
- 人民幣「外匯掛鈎保本存款」
- 人民幣債券
- 人民幣不交收遠期外匯合約
- 人民幣存款
- 人民幣支票
- 人民幣匯款
- 跨境貿易人民幣結算方案
- 人民幣兌換
- 人民幣保險
- 雙幣卡
- 陸港通龍卡

### 綜合理財
在綜合理財服務中，建行（亞洲）設有4個各具特色的理財服務以針對不同的顧客，分別為貴賓晉裕，貴賓理財，智選理財，以及樂年理財戶口。

### 網上銀行
隨著網路發達，建行（亞洲）亦提供了網上銀行服務，服務範圍包括儲蓄/支票戶口，轉賬，買賣外幣，定期存款，繳費，電子賬單，貸款，申請保險，申請認購IPO（首次公開招股），買賣基金、股票及黃金等。

### 信用卡產品
- 建行（亞洲）信用卡（Visa普通卡、白金卡及萬事達鈦金卡）
- 建行（亞洲）銀聯雙幣信用卡（金卡及白金卡）
- eye 信用卡（Visa白金卡）

## 中國建設銀行（澳門）
2006年10月6日，中國建設銀行已全數收購美國銀行（亞洲），同時美國銀行（澳門）易名為中國建設銀行（澳門）。現於澳門設有8家分行。

## 與美國友邦保險關係
建行（亞洲）於2010年2月與美國友邦保險（百慕達）有限公司（港交所：1299、「香港友邦」）簽署銀行保險合作協議，透過建行（亞洲）遍佈全港之分行及財富管理中心網絡，提供香港友邦一系列之保險產品及服務。

## 與ING Life關係
建行（亞洲）於2011年6月與 ING Life 簽訂為期十年協議，落實延續雙方於銀行保險業務之策略性合作。

## 外部連結
- 中國建設銀行（亚洲）股份有限公司*（页面存档备份，存于）